# 石树沟爪龙属
石树沟爪龙（属名：Shishugounykus，意为“石树沟组的爪”）是中国新疆石树沟组的一属原始阿瓦拉慈龙类，模式种和唯一种是意外石树沟爪龙（Shishugounykus inexpectus），种名指石树沟组的第三种阿瓦拉慈龙类（该地层中的其它阿瓦拉慈龙类包括简手龙和可能的敖闰龙）这一意外发现。